# Trübsee
Trübsee är en insjö i Schweiz. Den ligger i distriktet Nidwalden och kantonen Nidwalden, i den centrala delen av landet, 70 km öster om huvudstaden Bern. Toppen på Trübsee är 1 796 meter över havet.
Terrängen runt Trübsee är mycket bergig. Närmaste större samhälle är Engelberg, 3,1 km norr om Trübsee. 
Trakten runt Trübsee består i huvudsak av gräsmarker. Runt Trübsee är det mycket glesbefolkat, med 3 invånare per kvadratkilometer.